# Rietzneuendorf
Rietzneuendorf (niedersorbisch Nowa Wjas pśi rěce) ist ein Ortsteil der Gemeinde Rietzneuendorf-Staakow im Landkreis Dahme-Spreewald in Brandenburg. Seit dem 1. Januar 1974 bildete Rietzneuendorf zusammen mit dem benachbarten Friedrichshof die Gemeinde Rietzneuendorf-Friedrichshof, die am 31. Dezember 2001 mit der Gemeinde Staakow zusammengelegt wurde. Seitdem sind Rietzneuendorf und Friedrichshof eigenständige Ortsteile.

## Lage
Rietzneuendorf liegt im Baruther Urstromtal am Rande des Unterspreewalds knapp acht Kilometer nordöstlich von Golßen. Umliegende Ortschaften sind Staakow im Nordosten, die Ortsteile Schönwalde und Waldow/Brand in der Gemeinde Schönwald im Südosten, die Golßener Gemeindeteile Gersdorf im Süden und Prierow im Südwesten, Friedrichshof im Westen sowie der zur Stadt Baruth/Mark gehörende Ortsteil Dornswalde im Nordwesten.
Durch Rietzneuendorf verläuft die Kreisstraße 6147, die über Waldow/Brand zur Bundesstraße 115 führt. Die Landesstraße 711 von Wahlsdorf nach Krausnick verläuft etwa einen Kilometer südöstlich des Dorfes. Die Bundesautobahn 13 verläuft im östlichen Teil der Gemarkung Rietzneuendorfs. Die Anschlussstelle Staakow liegt ebenfalls in der Gemarkung von Rietzneuendorf.
In Rietzneuendorf gibt es zwei Bushaltestellen, die beide von der Linie 476 nach Golßen angefahren werden. Die Strecken werden von der Regionalen Verkehrsgesellschaft Dahme-Spreewald (RVS) bedient.

## Geschichte und Etymologie

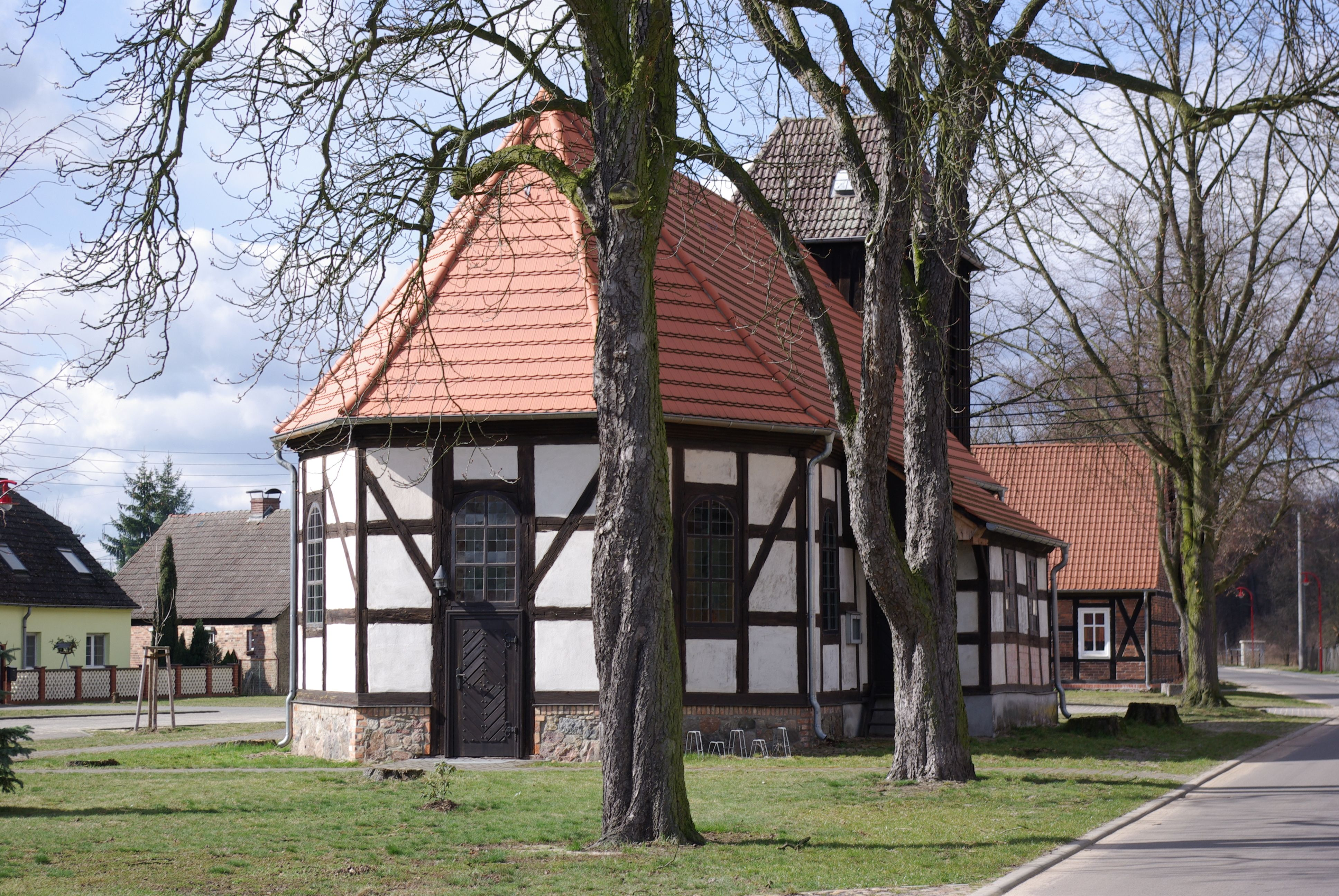
Dorfkirche von 1704

Rietzneuendorf, das durch ein Lehenbrief des Burggrafen von Golßen entstanden ist, wurde erstmals 1455 als Nuwendorf und 1460 als Nawendorf erwähnt. Der Name bezeichnet ein neu entstandenes Dorf. Der Ortsname Rietzneuendorf entstand zur besseren Unterscheidung von anderen Orten mit dem Namen Neuendorf und leitet sich durch den Bach Rietze ab, der durch das Dorf fließt. Der Ort war und ist auch heute von seiner Form als Rundlingsdorf angelegt und bestand damals lediglich aus dem Gebiet der heutigen Schloßstraße.
Rietzneuendorf gehörte zur Herrschaft Golßen und kam von 1439 bis 1757 in den Besitz der Familie von Stutterheim. In dieser Zeit lebten 1672 Familien im Ort, der 1696 als Ritznewendtorff bezeichnet wurde. Im Jahr 1703 wurde im Dorfzentrum die Fachwerkkirche errichtet, die zwischen 1802 und 1804 nach Westen hin erweitert wurde. Im Jahr 1708 lebten im Dorf drei Bauern, neun Kossäten und fünf Büdner. Die Statistik führte 45 Personen im Alter von 12 bis 60 Jahren auf. Zehn Jahre später hatte sich an der Struktur nur wenig geändert. Im Dorf lebten drei Hufner, neun Kossäten oder Gärtner und zwei Häusler. Sie brachten im Jahr 1855 eine durchschnittliche Ernte ein, die 420 Scheffel Korn, 7 1⁄4 Scheffel Weizen, 237 Scheffel Gerste, 112 1⁄2 Scheffel Hafer, 16 Scheffel Erbsen, 46 Scheffel Heidekorn, 8 Scheffel Hopfen und 11 1⁄2 Scheffel Lein betrug. Zwei Jahre später übernahmen die von Schlieben den Ort. In dieser Zeit lebten im Jahr 1810 vier Bauern, acht Kossäten, 25 Häusler oder Büdner im Dorf. Nach dem Wiener Kongress kam das vormals sächsische Rietzneuendorf an das Königreich Preußen und lag im Landkreis Luckau im Regierungsbezirk Frankfurt. Aus dem Jahr 1818 ist die Existenz mehrerer Häuslerwohnungen sowie einer Wasser- und einer Windmühle überliefert. Im Ort lebten im Jahr 1823 vier Bauern, acht Kossäten und acht Büdner. In der folgenden Zeit wechselte der Grundherr mehrfach. Im Jahr 1847 gehörte das Dorf der Familie Mathei. 1860 ließ der damalige Gutsherr in Rietzneuendorf, die Familie Siege, das Schloss errichten; 1864 gab es eine Schäferei. Das Dorf war zu dieser Zeit im Jahr 1869 insgesamt 1718 Morgen groß, das Rittergut 1305 Morgen. In den Jahren 1870 und 1871 wurde in Rietzneuendorf ein weiterer Dorfanger angelegt. Gebildet wurde der Platz durch das Pflanzen einer Eiche und einem Kastanienrondell sowie dem Dorfschmied und zwei Gastwirtschaften. Als weitere Besitzer sind die Familie Gabeke (1910) und die Familie Schubert (1915) bekannt. Im Jahr 1928 wurden Dorf und Rittergut zur Gemeinde vereinigt; dabei bestand eine Heideschäferei und ein Vorwerk Sorge.
Zur Bodenreform in der Sowjetischen Besatzungszone ab 1945 wurde der letzte Gutsbesitzer Scheerbarth enteignet. Ab 1960 wurden alle landwirtschaftlichen Betriebe in einer Landwirtschaftlichen Produktionsgenossenschaft zusammengeschlossen. Nach der Wende wurde in Rietzneuendorf eine Milchviehanlage einer privaten Agrargenossenschaft Betrieben. 1993 wurde die Dorfkirche restauriert. Die Einwohner von Rietzneuendorf arbeiten heute größtenteils in Berlin oder in Cottbus.
Am 25. Juli 1952 wurde die Gemeinde dem neu gebildeten Kreis Lübben im Bezirk Cottbus zugeordnet. Am 1. Januar 1974 schloss sich die Gemeinde Rietzneuendorf mit dem benachbarten Friedrichshof zur Gemeinde Rietzneuendorf-Friedrichshof zusammen. Nach der Wende lag Rietzneuendorf-Friedrichshof im Landkreis Lübben in Brandenburg. Am 26. Oktober 1992 schloss die Gemeinde sich dem Amt Unterspreewald an. Nach der Kreisreform in Brandenburg am 6. Dezember 1993 kam die Rietzneuendorf-Friedrichshof schließlich zum neu gebildeten Landkreis Dahme-Spreewald. Am 31. Dezember 2001 schloss sich Rietzneuendorf-Friedrichshof mit der Gemeinde Staakow zu der neuen Gemeinde Rietzneuendorf-Staakow zusammen. Am 1. Januar 2013 fusionierte das Amt Unterspreewald mit dem Amt Golßener Land, dadurch entstand das Amt Unterspreewald.

## Bevölkerungsentwicklung
| 1875 | 645 | 1939 | 503 |
| 1890 | 615 | 1946 | 723 |
| 1910 | 465 | 1950 | 691 |
| 1925 | 549 | 1964 | 498 |
| 1933 | 458 | 1971 | 472 |

## Kultur und Sehenswürdigkeiten

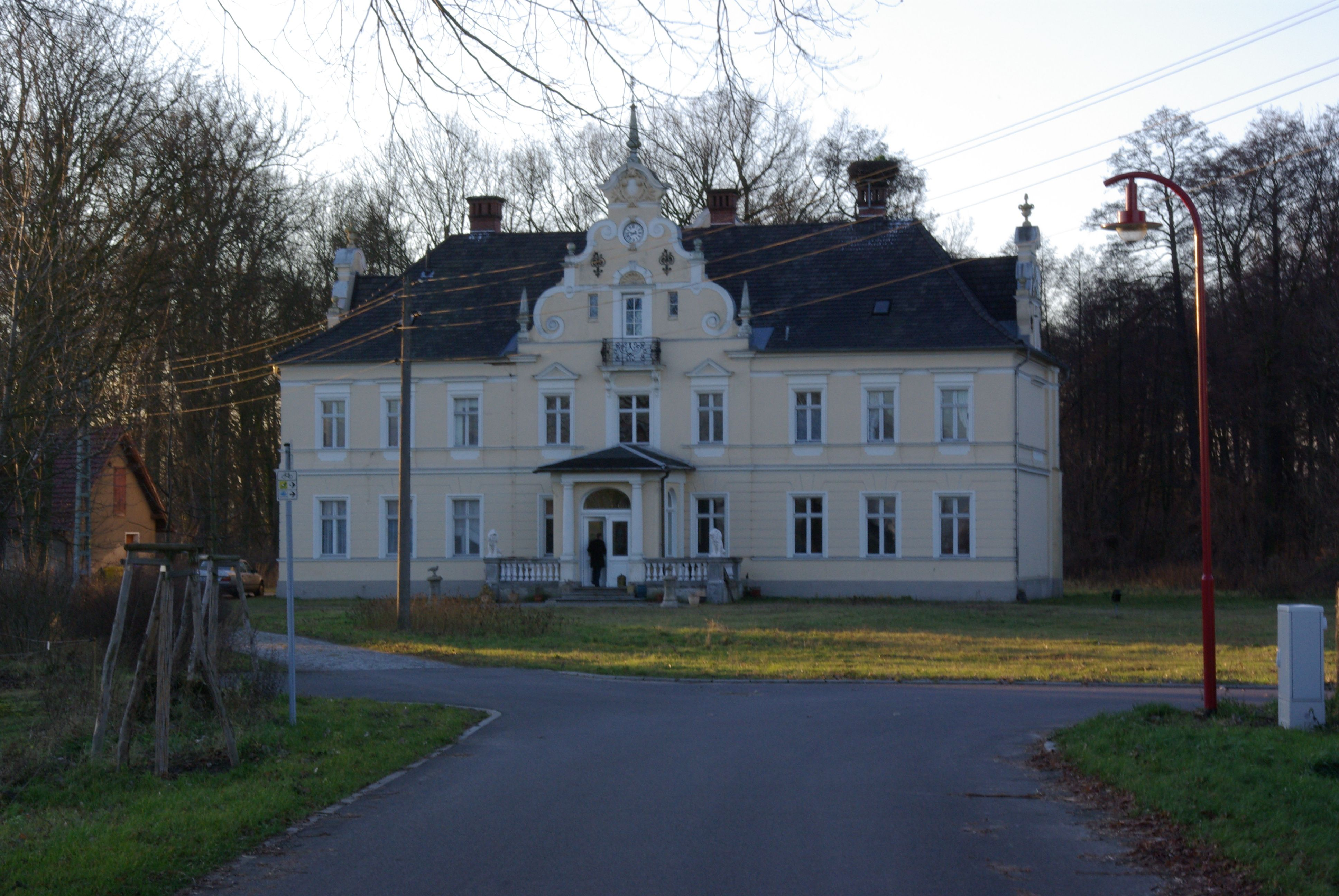
Gutshaus Rietzneuendorf

- Die Dorfkirche Rietzneuendorf ist eine Fachwerkkirche aus dem Jahr 1704. Der Bau geht auf den Kirchenpatron Adam Ernst von Stutterheim zurück. Im Innern steht unter anderem ein Kanzelaltar aus dem Anfang des 18. Jahrhunderts. Ein Taufengel wird der Werkstatt von Tobias Mathias Beyermann zugeschrieben.
- Gutshaus Rietzneuendorf: zweigeschossiger Putzbau mit Neorenaissanceelementen; die Außenfassade wurde 1989 restauriert

## Nachweise
1. ↑  Amt Unterspreewald – Einwohnermeldeamt (Hrsg.): Einwohnerzahlen des gesamten Amtes Unterspreewald (mit Gemeinden und Orts-/Gemeindeteilen) zum Stand 1. Januar 2017. Schönwalde 27. Juli 2017 (Kontaktdaten [abgerufen am 28. Juli 2017]). Kontaktdaten (Memento des Originals vom 28. September 2020 im Internet Archive)  Info: Der Archivlink wurde automatisch eingesetzt und noch nicht geprüft. Bitte prüfe Original- und Archivlink gemäß Anleitung und entferne dann diesen Hinweis.
2. 1 2  Gemeinde Rietzneuendorf - Staakow. Abgerufen am 1. Mai 2024.
3. ↑  Gutshaus Rietzneuendorf, Webseite alleburgen.de, abgerufen am 25. Mai 2021.
4. ↑  Rietzneuendorf im Geschichtlichen Ortsverzeichnis. Abgerufen am 28. Juli 2017.
5. ↑  Historisches Gemeindeverzeichnis des Landes Brandenburg 1875 bis 2005. (PDF; 331 kB) Landkreis Dahme-Spreewald. Landesbetrieb für Datenverarbeitung und Statistik Land Brandenburg, Dezember 2006, abgerufen am 28. Juli 2017.